# Фиад (Бистрица-Насауд)
Фиад (рум. Fiad) насеље је у Румунији у округу Бистрица-Насауд у општини Телчу. Oпштина се налази на надморској висини од 489 m.

## Становништво
Према подацима из 2002. године у насељу је живело 276 становника, од којих су сви румунске националности.